# San Francisco de los Romo (gmina)
San Francisco de los Romo – gmina w centralnej części meksykańskiego stanu Aguascalientes. Według spisu ludności z roku 2015, gminę zamieszkuje  46 454 mieszkańców. Gęstość zaludnienia wynosi 330 osób na kilometr kwadratowy. Stolicą jest miasto o tej samej nazwie - San Francisco de los Romo.
Gmina San Francisco de los Romo graniczy z Jesús María od wschodu, z Pabellón de Arteaga i Asientos od północy, a z Aguascalientes od południa.

## Miasta i wsie
Według spisu z 2010 roku największymi miastami i wsiami gminy są:
| Nazwa                     | Ludność |
| ------------------------- | ------- |
| San Francisco de los Romo | 16 124  |
| Ex-viñedos Guadalupe      | 3 499   |
| Macario J. Gómez          | 2 122   |
| Puertecito de la Virgen   | 1 976   |
| Paseos de la Providencia  | 1 867   |
| La Concepción             | 1 483   |
| La Escondida              | 1 318   |
| Valle de Aguascalientes   | 953     |
| Loretito                  | 949     |
| La Ribera                 | 639     |
| Chicalote                 | 606     |
| Viñedos Rivier            | 580     |
| Villas de San Felipe      | 496     |
| Amapolas del Río          | 476     |
| El Cardonal               | 470     |
| Borrotes                  | 431     |